# Junioren-Handball-Afrikameisterschaft der Frauen 2002
Die Junioren-Handball-Afrikameisterschaft der Frauen 2002 (französisch Championnat d’Afrique des nations junior féminin de handball 2002) war die 12. Austragung der afrikanischen Kontinentalmeisterschaft für weibliche Handballnationalmannschaften der Altersklasse Junioren und fand vom 16. bis 20. September 2002 in Benin im Hauptort Cotonou statt. Afrikameisterinnen wurden erstmals der Nachwuchs aus der Republik Kongo, der sich im Finale gegen die Titelverteidigerinnen aus Angola durchsetzte.

## Hintergrund
Ausgerichtet wurde der Wettbewerb von der Confédération Africaine de Handball (CAHB), dem afrikanischen Dachverband für Handball. Der westafrikanische Staat Benin fungierte dabei zum zweiten Mal nach 1982 als Gastgeber. Mit vier teilnehmenden Teams wurde in einer einfachen Vierergruppe gespielt, in der sich die beiden Erstplatzierten für das Finale qualifizierten und darüber hinaus, wie auch das drittplatzierte Team, für die U-20-Handball-Weltmeisterschaft der Frauen 2003.
Gastgeber Benin war nicht mit einem Team am Turnier beteiligt.

## Vorrunde
| Pl. | Land           | Sp. | S | U | N | Tore    | Diff. | Punkte |
| --- | -------------- | --- | - | - | - | ------- | ----- | ------ |
| 1.  | Angola         | 3   | 3 | 0 | 0 | 099:630 | +36   | 6      |
| 2.  | Republik Kongo | 3   | 1 | 0 | 2 | 084:880 | −4    | 2      |
| 3.  | Algerien       | 3   | 1 | 0 | 2 | 071:870 | −16   | 2      |
| 4.  | Tunesien       | 3   | 1 | 0 | 2 | 068:840 | −16   | 2      |

| Angola         | – | Algerien       | 35:20 (16:11) |
| Tunesien       | – | Republik Kongo | 30:27 (13:11) |
| Angola         | – | Tunesien       | 32:17 (17:07) |
| Republik Kongo | – | Algerien       | 31:26 (17:12) |
| Algerien       | – | Tunesien       | 25:21 (12:07) |
| Angola         | – | Republik Kongo | 32:26 (12:12) |

## Finale
| Republik Kongo | – | Angola | 31:24 |

## Endstand
| Platzierung | Mannschaft               |
| ----------- | ------------------------ |
| 1.          | Republik Kongo           |
| 2.          | Angola, Titelverteidiger |
| 3.          | Algerien                 |
| 4.          | Tunesien                 |